# (54967) Millucci
(54967) Millucci est un astéroïde de la ceinture principale.

## Description
(54967) Millucci est un astéroïde de la ceinture principale. Il fut découvert le 15 août 2001 à San Marcello Pistoiese par Andrea Boattini et Luciano Tesi. Il présente une orbite caractérisée par un demi-grand axe de 2,75 UA, une excentricité de 0,05 et une inclinaison de 3,9° par rapport à l'écliptique.

## Compléments